# Утакмице фудбалске репрезентације Мађарске 1985.
| Домаћин | Гост |

Фудбалска репрезентација Мађарске је током 1985. године одиграла осам званичних утакмица . У јануару, година која је почела хуманитарном утакмицом, мађарски тим је изненађујуће победио селекцију Немачке са 1 : 0 у сусрету организованом у корист жртава бродске катастрофе у Хамбургу. У пролеће су се играле утакмице квалификација за Светско првенство 1986. На крају квалификација репрезентација је изборила пласман на Светско првенство као лидер групе испред тима Холандије, који су стварали тим следећих европских шампиона!
На турниру у Мексику крајем године тим је савладао и Јужну Кореју и Алжир а изгубио од домаћина Мексика али се само домаћи тим показао бољим.
Савезни селектор националног тима у овом периоду је био:
- Ђерђ Мезеи

## Утакмице
| Западна Немачка | 0 : 1 (0 : 0) | Мађарска  |
| --------------- | ------------- | --------- |
|                 | Извештај      | 48’ Петер |

| Мађарска                 | 2 : 0 (0 : 0) | Кипар |
| ------------------------ | ------------- | ----- |
| Њилаши 48’ · Соколаи 83’ | Извештај      |       |

| Аустрија | 0 : 3 (0 : 2) | Мађарска                    |
| -------- | ------------- | --------------------------- |
|          | Извештај      | 21’ 34’ Киприх · 48’ Детари |

| Мађарска | 0 : 1 (0 : 0) | Холандија     |
| -------- | ------------- | ------------- |
|          | Извештај      | 69’ Р. де Вит |

| Велс | 0 : 3 (0 : 1) | Мађарска                               |
| ---- | ------------- | -------------------------------------- |
|      | Извештај      | 8’ Естерхази · 52’ Хајсан · 89’ Детари |

| Мађарска         | 1 : 0 (0 : 0) | Јужна Кореја |
| ---------------- | ------------- | ------------ |
| Киприх 55’ (пен) | Извештај      |              |

| Мађарска                           | 3 : 1 (2 : 0) | Алжир |
| ---------------------------------- | ------------- | ----- |
| Петер 18’ · Ковач 25’ · Богнар 56’ | Извештај      |       |

| Мексико                       | 2 : 0 (1 : 0) | Мађарска |
| ----------------------------- | ------------- | -------- |
| К. Хермосиљо 12’ · Т. Бој 60’ | Извештај      |          |

## Голгетери у 1985.
| - Золтан Петер - Тибор Њилаши - Ласло Соколаи - Јожеф Киприч - Лајош Детари - Мартон Естерхази - Калман Ковач - Ђерђ Богнар |

## Извори и спољашње везе
- Dénes Tamás-Rochy Zoltán. A 700. után. Rochy és Társa. ISBN 963-04-7169-8.
- Све утакмице репрезентације Мађарске
- Репрезентација Мађарске на фудбалској бази података
- Утакмице репрезентације Мађарске (1985)